# Monte Vignola
Il monte Vignola è un'altura appartenente al medio Appennino bolognese, compresa in un lembo del territorio comunale di Valsamoggia. La sua vetta raggiunge la quota di 817 M sul livello del mare, ed è un'altezza ragguardevole se si considera che gli altri monti dell'Appennino bolognese situati circa alla stessa latitudine di monte Vignola sono molto più bassi (monte Adone, 654 m e monte delle Formiche, 638 m).
La piccola catena montuosa di monte Vignola comprende due vette:
- monte Vignola (817 m), a nord;
- monte Castellaccio (685 m), a sud.

Inoltre, inclusi nel medesimo crinale che delimita lo spartiacque tra la valle del torrente Lavino e del fiume Reno, sono presenti, a un paio di chilometri di distanza verso nord:
- monte Tramonto (776 m);
- poggio Castellarso (696 m);

Dal complesso di monte Vignola, data la sua altezza elevata rispetto alle montagne circostanti, nascono alcuni corsi d'acqua, i più importanti dei quali sono il rio del Piantone (dal versante orientale) e le principali sorgenti del torrente Lavino (dal versante occidentale).